# Roswinkel

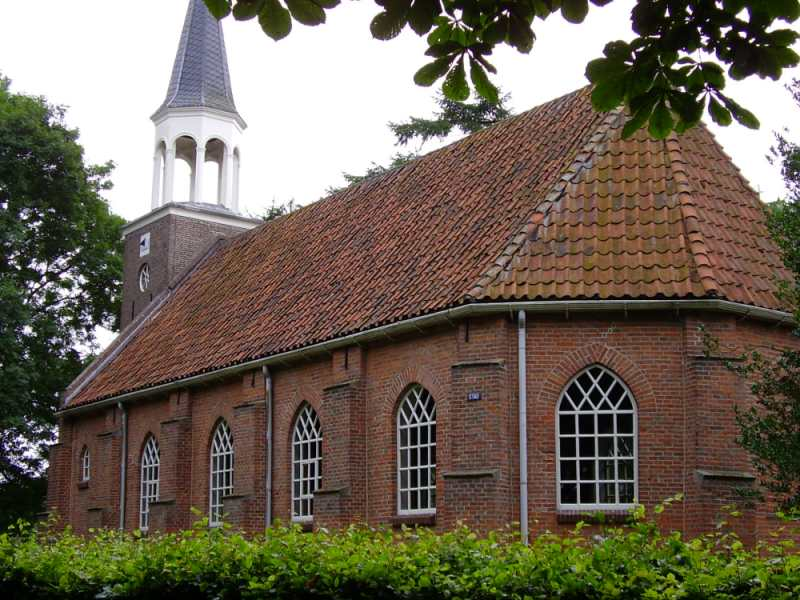
De kerk uit 1759 te Roswinkel

Roswinkel ( Drents: Rosswinkel) is een dorp in de Nederlandse provincie Drenthe, gemeente Emmen, met 825 inwoners (1 januari 2023).

## Geografie
Roswinkel is een ontginningsdorp, ontstaan in de Middeleeuwen op een zandrug van Westerwolde omringd door het Bourtangermoeras. Het wijkt daarmee af van de omliggende veenkoloniën. Wel is het een streekdorp, dat net als de meeste veendorpen hoofdzakelijk bestaat uit lintbebouwing. De omgeving bestaat uitsluitend uit landbouwgebied (veenontginningen).

## Bezienswaardigheden en voorzieningen
Bezienswaardig is de Hervormde kerk uit 1759. Het dorp heeft behalve een openbare basisschool, theaterboerderij de Noorderbak en voetbalclub SC Roswinkel geen eigen voorzieningen. Het is verder aangewezen op Emmer-Compascuum of Ter Apel.

## Geschiedenis
Roswinkel wordt voor het eerst vermeld als Roeswinkel in een oorkonde uit 1327. Maar er zijn archeologische vondsten gedaan die wijzen op bewoning in de Karolingische tijd. Het dorp lag aan de beek de Runde. Het viel onder het kerspel van Emmen en kwam daardoor ook onder Drenthe, al waren de verbindingen met Westerwolde beter en had het met dit gebied ook grotere culturele overeenkomsten.
In de 18e eeuw is er een schans gebouwd nabij dit dorp met de naam Fort Roswinkel. Er werd veel boekweit geteeld op de veengronden. In het begin van de 19e eeuw was Roswinkel een streekcentrum getuige de relatief grote middenstand.
In de 19e eeuw werd het veen rond Roswinkel ontgonnen en werd de toegankelijkheid sterk verbeterd. De schans verloor zijn functie en verdween. De Runde verdween uit het landschap. In de eerste jaren van de 21ste eeuw werd de Runde hersteld als waterloop. Op de plek van de voormalige schans werd het kunstwerk een Fort voor het water van Jeroen van Westen gebouwd.

### Aardbevingen
Op 19 februari 1997 vond bij Roswinkel een aardbeving plaats met een kracht van 3,4 op de schaal van Richter.
| Datum            | Kracht op de schaal van Richter | Bijzonderheden            |
| ---------------- | ------------------------------- | ------------------------- |
| 19 februari 1997 | 3,4                             | Aardbeving Roswinkel 1997 |
| 14 juli 1998     | 3,3                             | -                         |
| 31 december 1999 | 2,9                             | -                         |
| 25 oktober 2000  | 3,2                             | -                         |